# Äventyr
För andra betydelser, se Äventyr (olika betydelser).

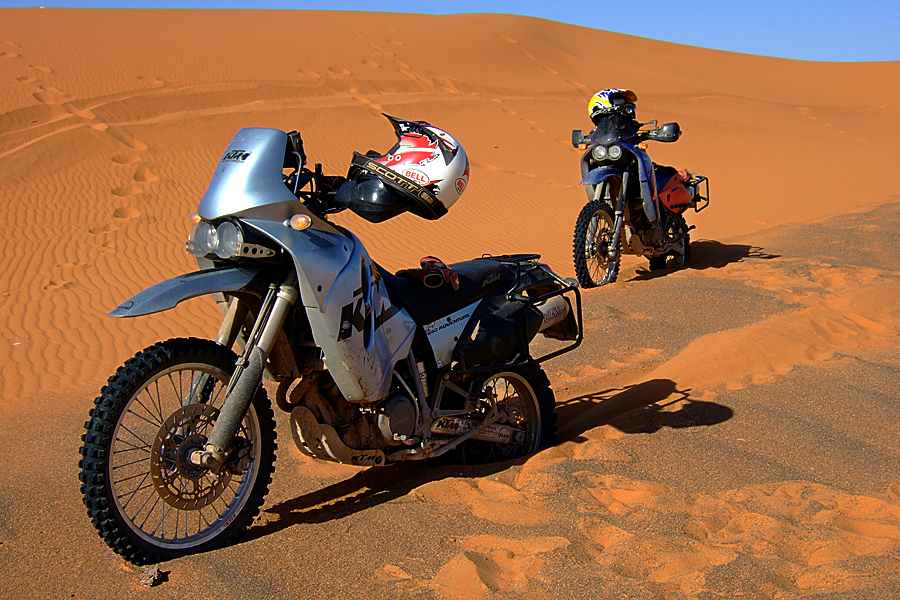
Terrängrally är ett äventyr som kräver kunskap och avancerad utrustning.

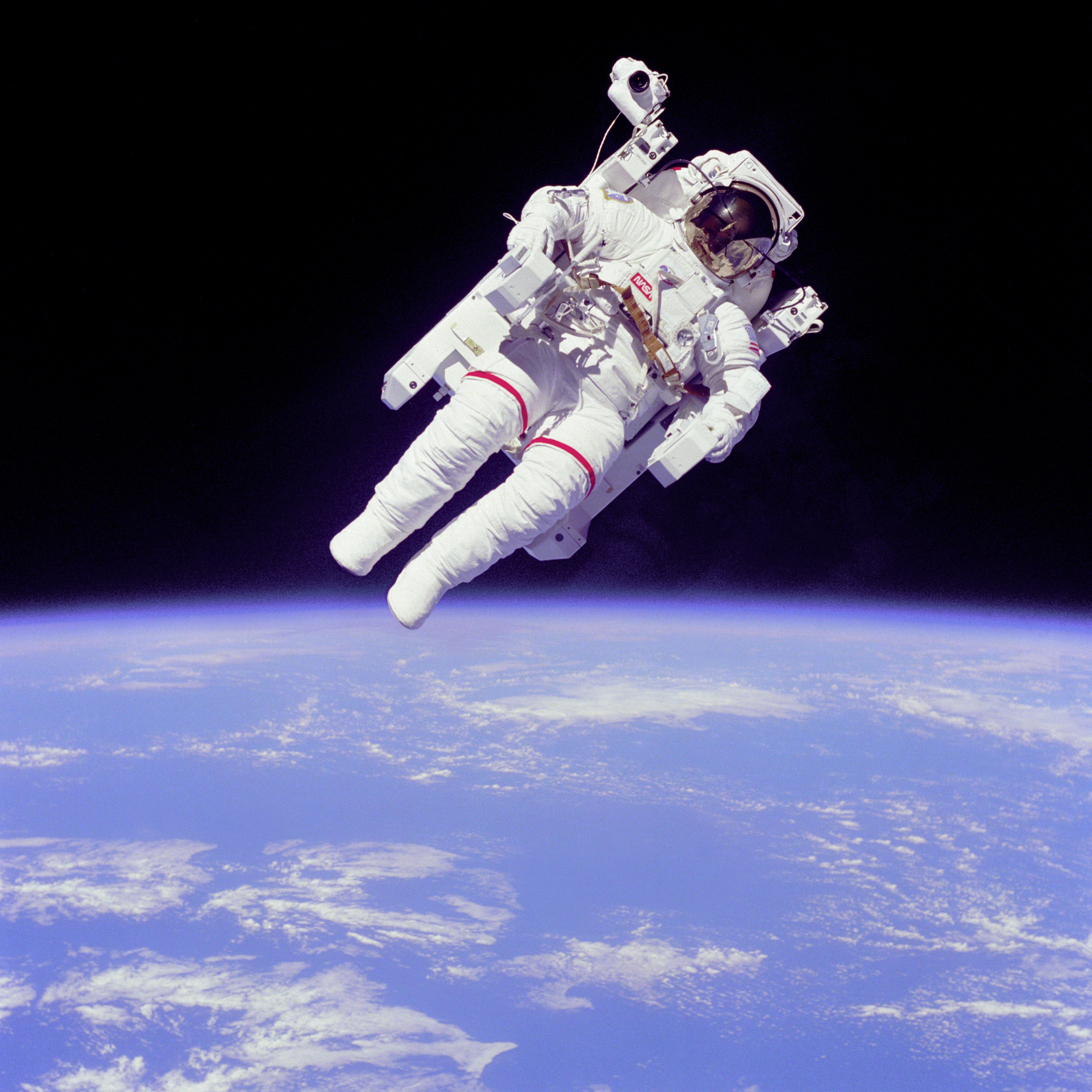
Rymdfart uppfyller alla definitioner av äventyr.

Ett äventyr är en aktivitet som innebär risker eller osäkert utfall, och som ofta ställer krav på deltagarna. Gemensamt för äventyr är att de ger starka upplevelser, antingen positiva (flow) eller negativa (skräck).
Äventyr kan vara en planerad fritidsaktivitet, som typiskt är en resa i naturen, utanför anlagda vägar, eller ett besök i en främmande kultur.
Det finns också professionella äventyrare, som försörjer sig på verksamheten kring äventyr.

## Äventyr i fiktion
Äventyr har länge varit en populär genre i fiktion, som romaner, tecknade serier, äventyrsfilmer, TV-serier, rollspel och datorspel (se äventyrsspel). Äventyrsberättelser innehåller oftast en eller flera hjältar.